# 플립플롭스

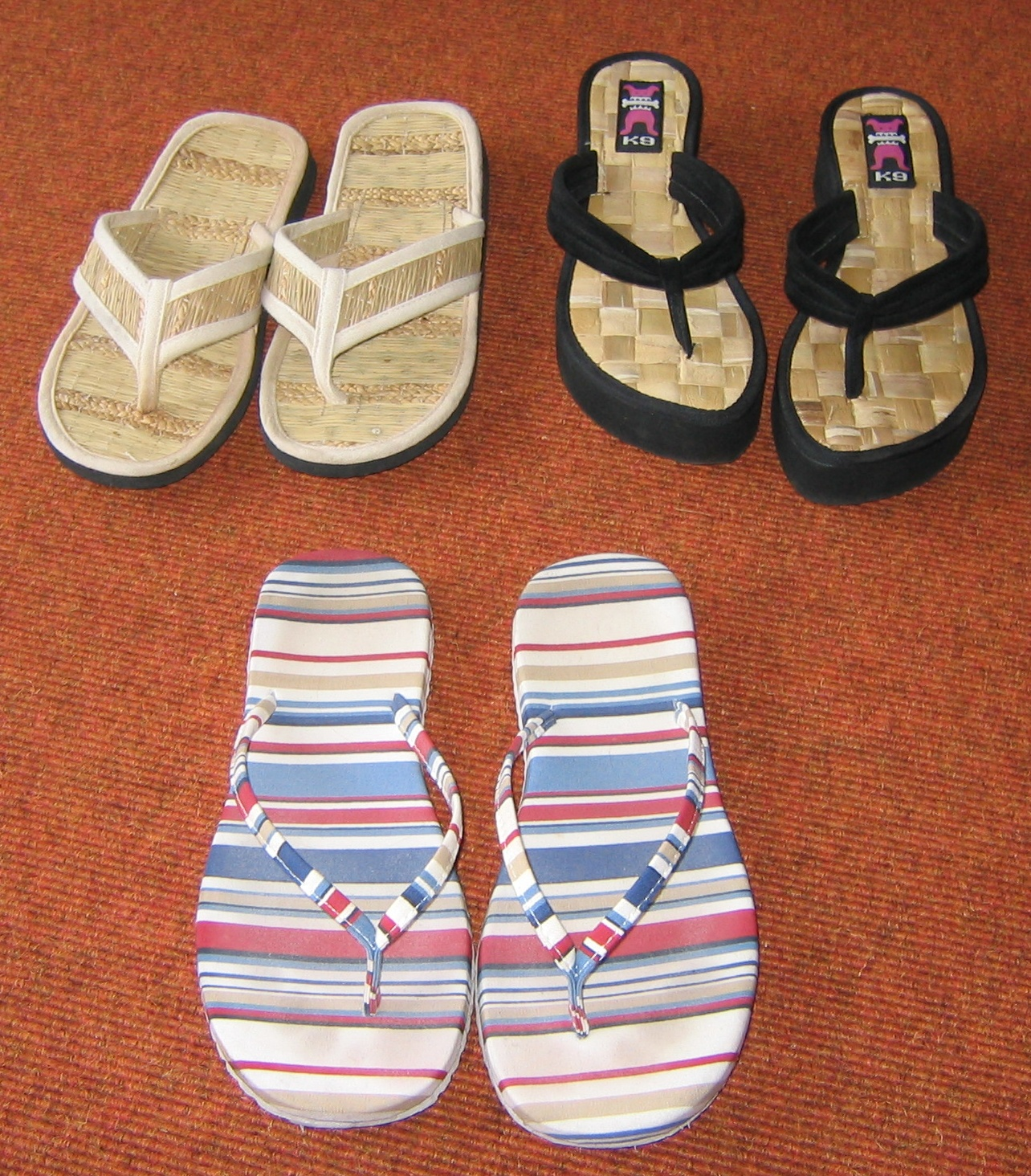
플립플롭스의 종류

플립플롭스(영어: flip-flops)는 샌들의 종류 중 하나이다. 일반적으로 맨발에 착용하며, 엄지발가락과 검지발가락 사이를 통과하는 Y자형 가죽끈과 발바닥에 느슨하게 고정된 평평한 밑창으로 구성된다. 간단하게 비치 샌들이라고도 한다. 일본에서는 전통적 신발인 조리와 비슷한 형태이다.

## 같이 보기
- 샌들
- 슬리퍼